# Lijevi centar
U politici, odnosno političkoj teoriji izraz lijevi centar (centar-ljevica, umjerena ljevica), označava političke pokrete, političke stranke i političke ideje koji po svojim temeljnim programskim određenjima pripadaju ljevici, ali u svojoj praktičnoj platformi imaju dosta kompromisnih sadržaja što ih približava političkom centru, te ih se zbog toga ne može nazvati ljevicom u klasičnom smislu.
Političke stranke i organizacije koje se smatraju lijevim centrom najčešće nastoje pronaći kompromis između socijalističkih i liberalnih sadržaja u svojim programima. Od njih su najpoznatije stranke, organizacije i pokreti socijaldemokratske orijentacije koji se najčešće nazivaju lijevim centrom.
Pojam lijevog centra se često koristi i za opis koalicije koju čine stranke ljevice i centra.
A političke stranke i organizacije koje se na političkom spektru smatraju pozicijom "centar do lijevi centar" (centar/lijevi centar) najčešće nastoje pronaći kompromis između socijaldemokratskih i liberalnih sadržaja u svojim programima. Od njih su najpoznatije stranke, organizacije i pokreti socijalno-liberalne orijentacije koji se najčešće nazivaju pozicijom "centar do lijevi centar" (centar/lijevi centar).